# Tarchonanthus
Tarchonanthus es un género  de fanerógamas perteneciente a la familia de las asteráceas. Tiene 23 especies descritas y de estas, solo 6 aceptadas.

## Taxonomía
El género fue descrito por Carlos Linneo y publicado en Species Plantarum 2: 842. 1753.	La especie tipo es: Tarchonanthus camphoratus L.	

## Especies aceptadas
A continuación se brinda un listado de las especies del género Tarchonanthus aceptadas hasta julio de 2012, ordenadas alfabéticamente. Para cada una se indica el nombre binomial seguido del autor, abreviado según las convenciones y usos.
- Tarchonanthus camphoratus L.
- Tarchonanthus littoralis P.P.J.Herman
- Tarchonanthus minor Less.
- Tarchonanthus obovatus DC.
- Tarchonanthus parvicapitulatus P.P.J.Herman
- Tarchonanthus trilobus DC.